# イゴール・ヴォロンチェンコ
イゴール・オレクサンドロヴィチ・ヴォロンチェンコ（ウクライナ語: Воронченко Ігор Олександрович、1964年8月22日 - ）は、ウクライナの提督、元ウクライナ海軍司令官。イーホル・ヴォロンチェンコとも。
ヴォロンチェンコはウクライナ海軍司令官になる前、参謀本部人事部長、ウクライナ海軍ウクライナ沿岸防衛部隊の司令官を務め、後に海兵隊の歩兵大隊に改編された旧ウクライナ国家親衛隊の第25連隊の連隊長でもあった。ヴォロンチェンコは1998年からクリミアで勤務した。

## 経歴
ヴォロンチェンコはタシケント高等戦車指揮学校を卒業後、東ドイツに配属され、1988年まで戦車小隊長を務めた。その後、ベラルーシ軍管区の戦車中隊長となった。ソ連崩壊後、ハリコフのウクライナ国家親衛隊で勤務を続けた。1998年から、クリミアで国家親衛隊第25連隊長として勤務した。その後ウクライナ海軍ウクライナ沿岸防衛部隊司令官となった。
2013年12月6日、少将に昇進。この時点ではウクライナ海軍沿岸防衛担当副司令官兼沿岸防衛部長を努めていた。
2014年2月から3月にかけてロシアがクリミアを併合した際、ヴォロンチェンコはクリミアで捕らえられ4日間拘留されたが、2014年3月27日に釈放された。
2015年10月14日、中将に昇進。この時点ではウクライナ軍参謀本部人事部長を努めていた。
ヴォロンチェンコは2016年4月25日にウクライナ海軍司令官代行に任命された。 
2016年7月3日、ペトロ・ポロシェンコ大統領はヴォロンチェンコをウクライナ海軍司令官に任命した。 同日、副提督の階級を授与された。
2018年8月23日、ヴォロンチェンコは大将（提督）に昇格した。
2020年6月11日、ヴォロディミル・ゼレンスキー大統領はオレクシー・ネイツパパをウクライナ海軍司令官に任命し、それに伴いウクライナ海軍司令官を解任された。